# Mustafapaşa (Ürgüp)
Mustafapaşa est une petite ville de Turquie située en Cappadoce dans la région de l'Anatolie centrale. Elle fait partie du district d'Ürgüp et de la province de Nevşehir.

## Histoire
D'abord connue sous le nom de Sinasos, cette localité autrefois prospère – pendant les mois d'hiver les hommes du village pratiquaient le commerce du caviar à Istanbul – était habitée jusqu'au début du XXe siècle par des Grecs orthodoxes qui ont été contraints au départ lors des échanges de population entre la Grèce et la Turquie en 1924. L'architecture locale porte encore la marque de ce passé florissant.

## Tourisme et patrimoine

### Tourisme
Le village obtient en 2021 le label Meilleurs villages touristiques de l'Organisation mondiale du tourisme.

### Architecture islamique
L'ancienne medersa Şakir Mehmet Paşa (XIVe siècle) abrite aujourd'hui les locaux d'une école professionnelle.

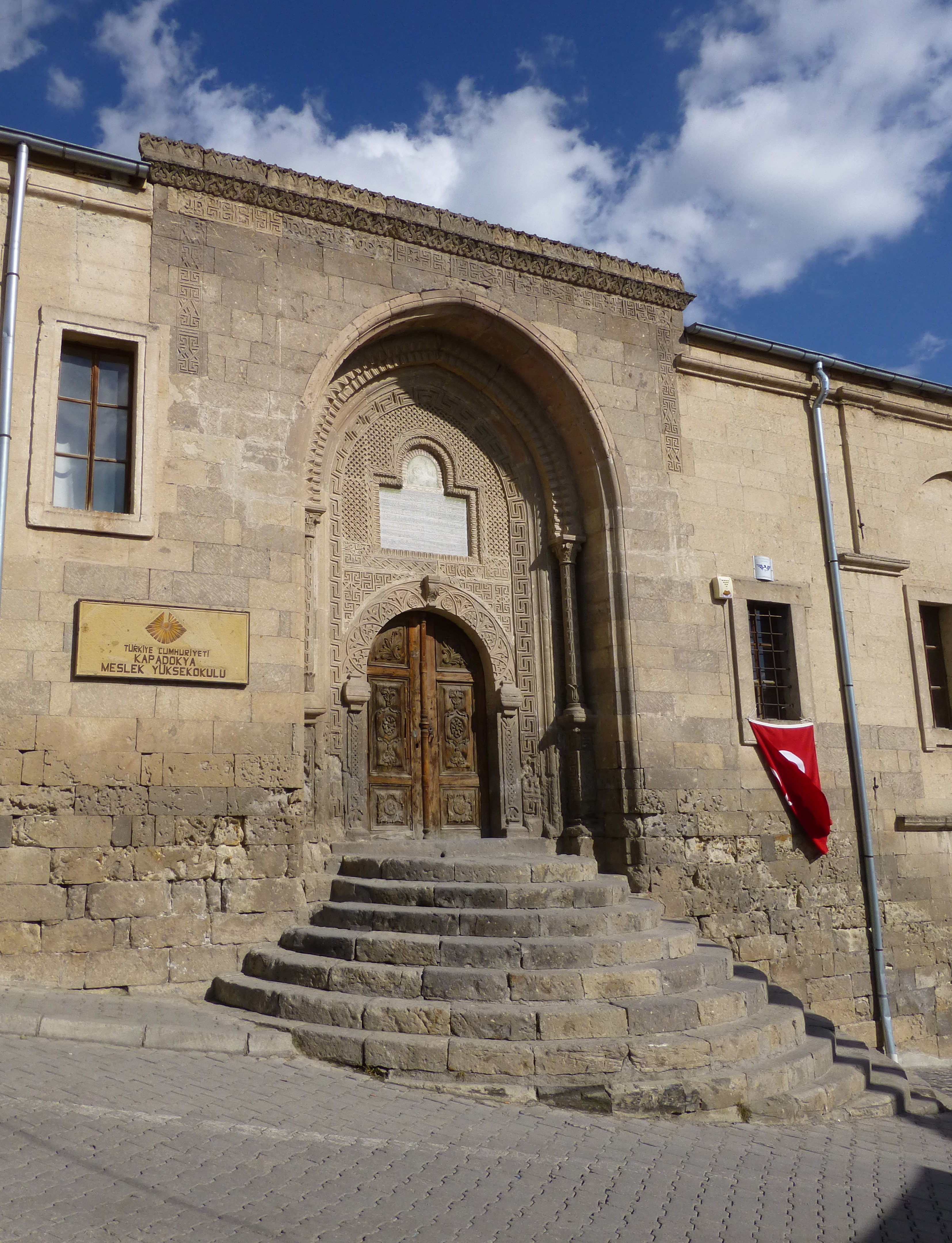
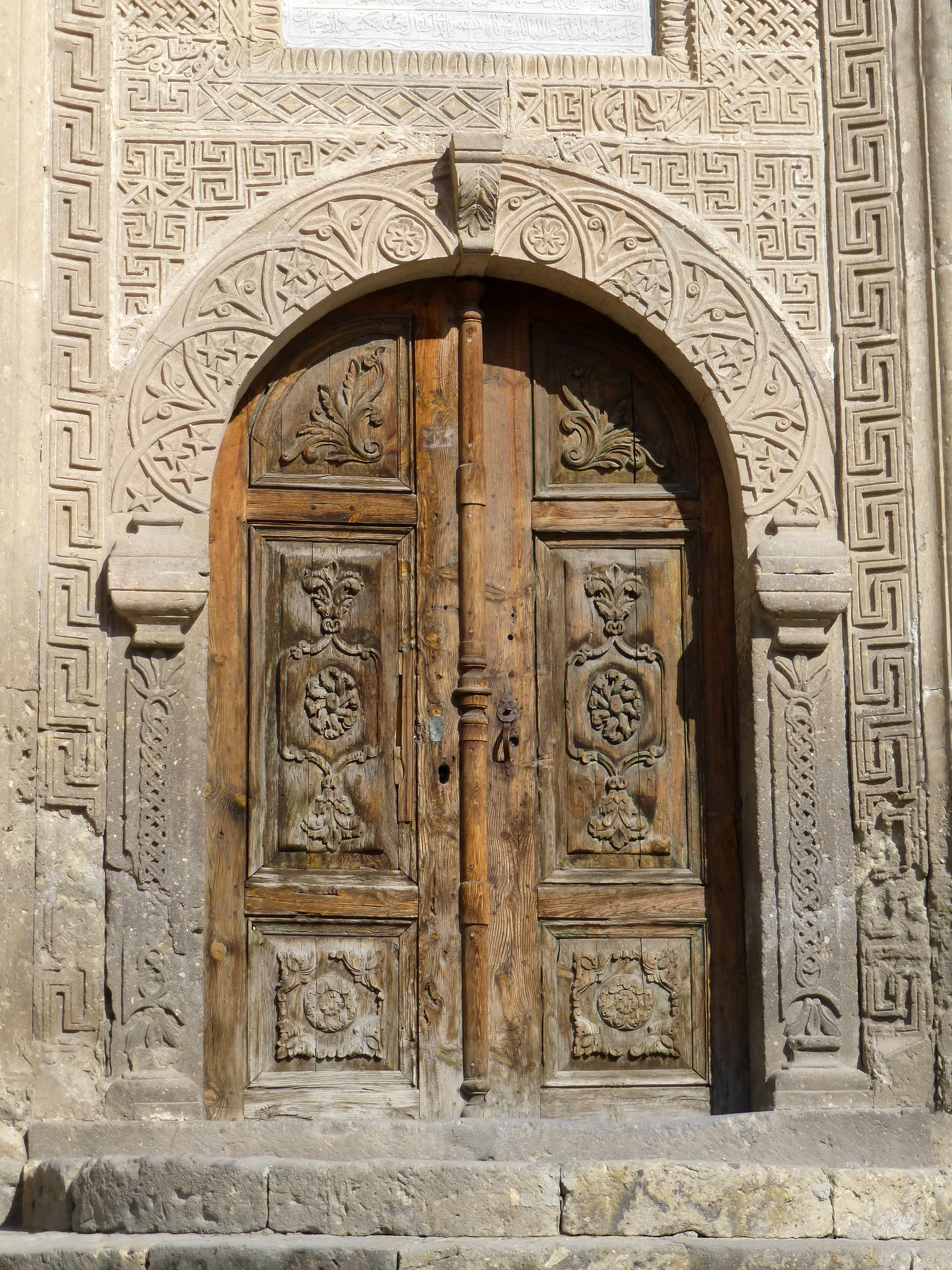
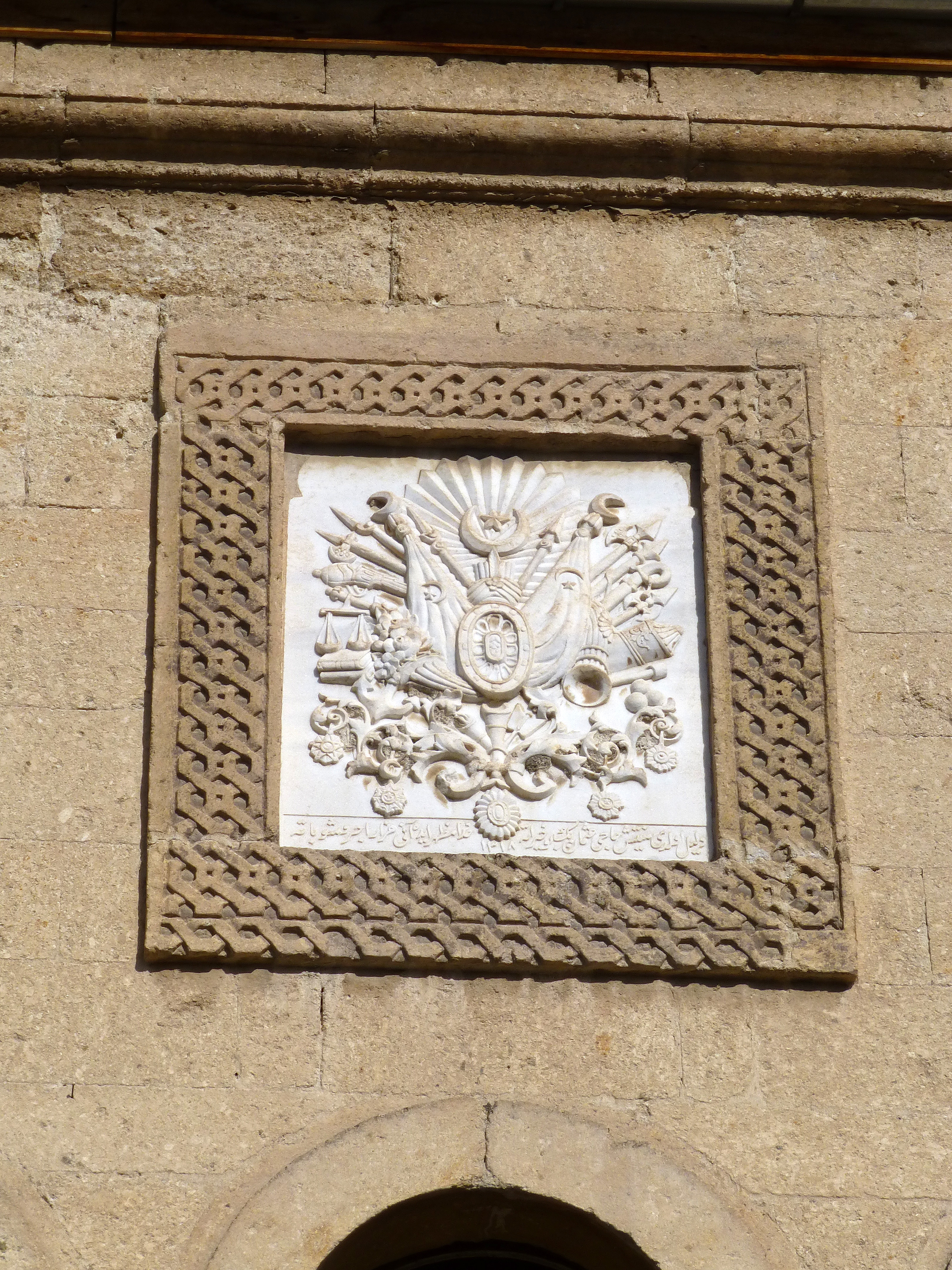
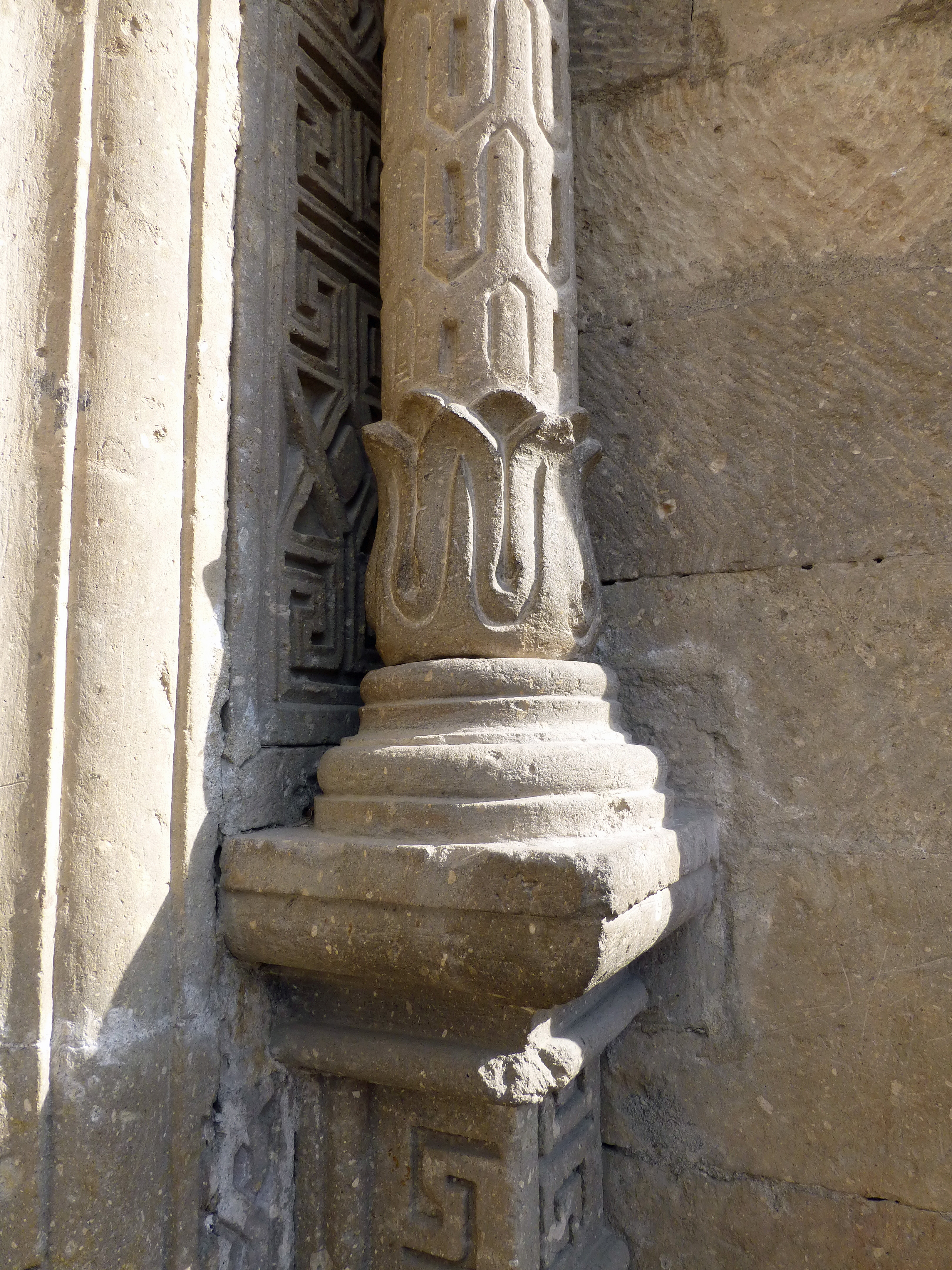
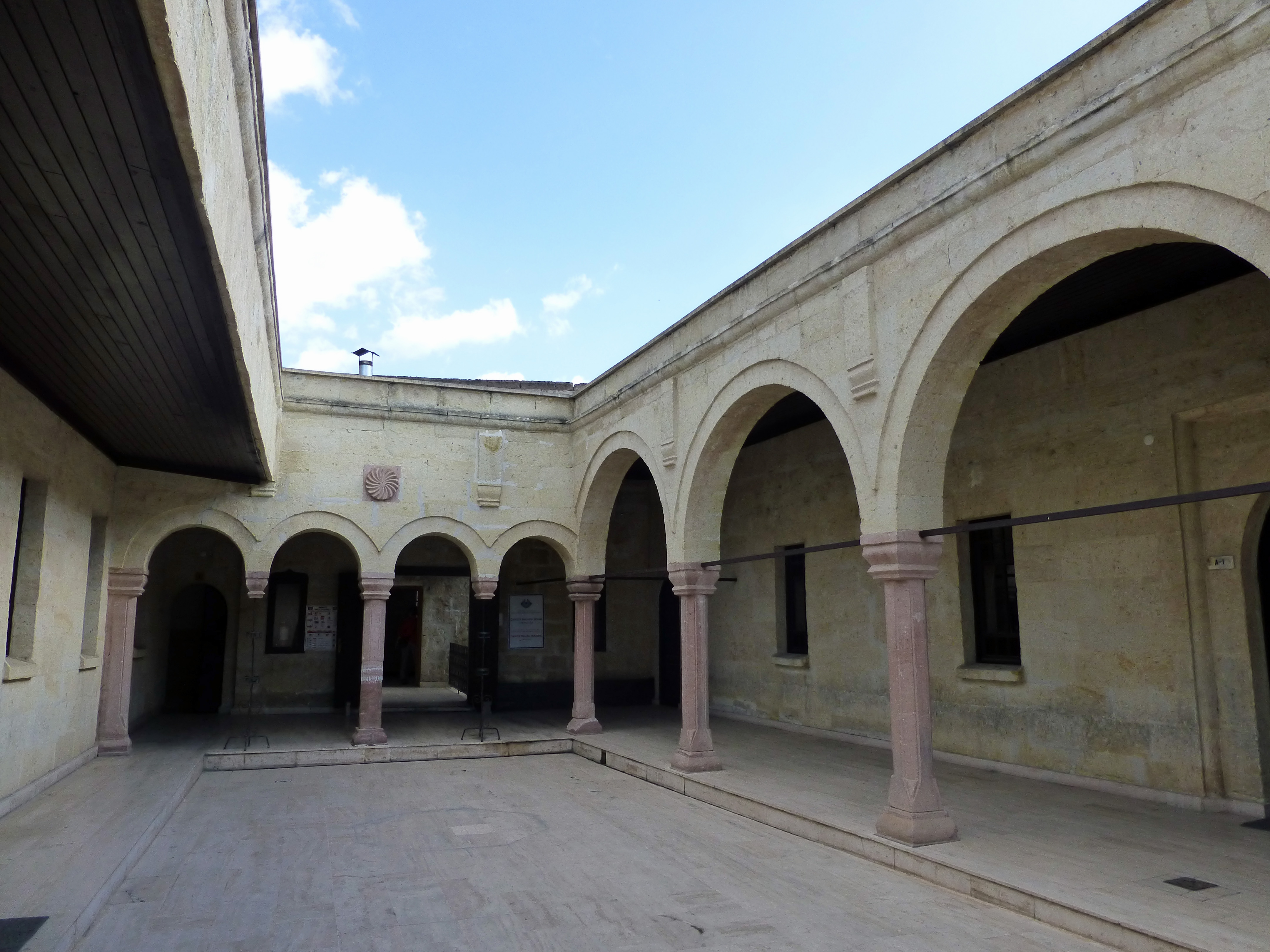

### Architecture troglodyte

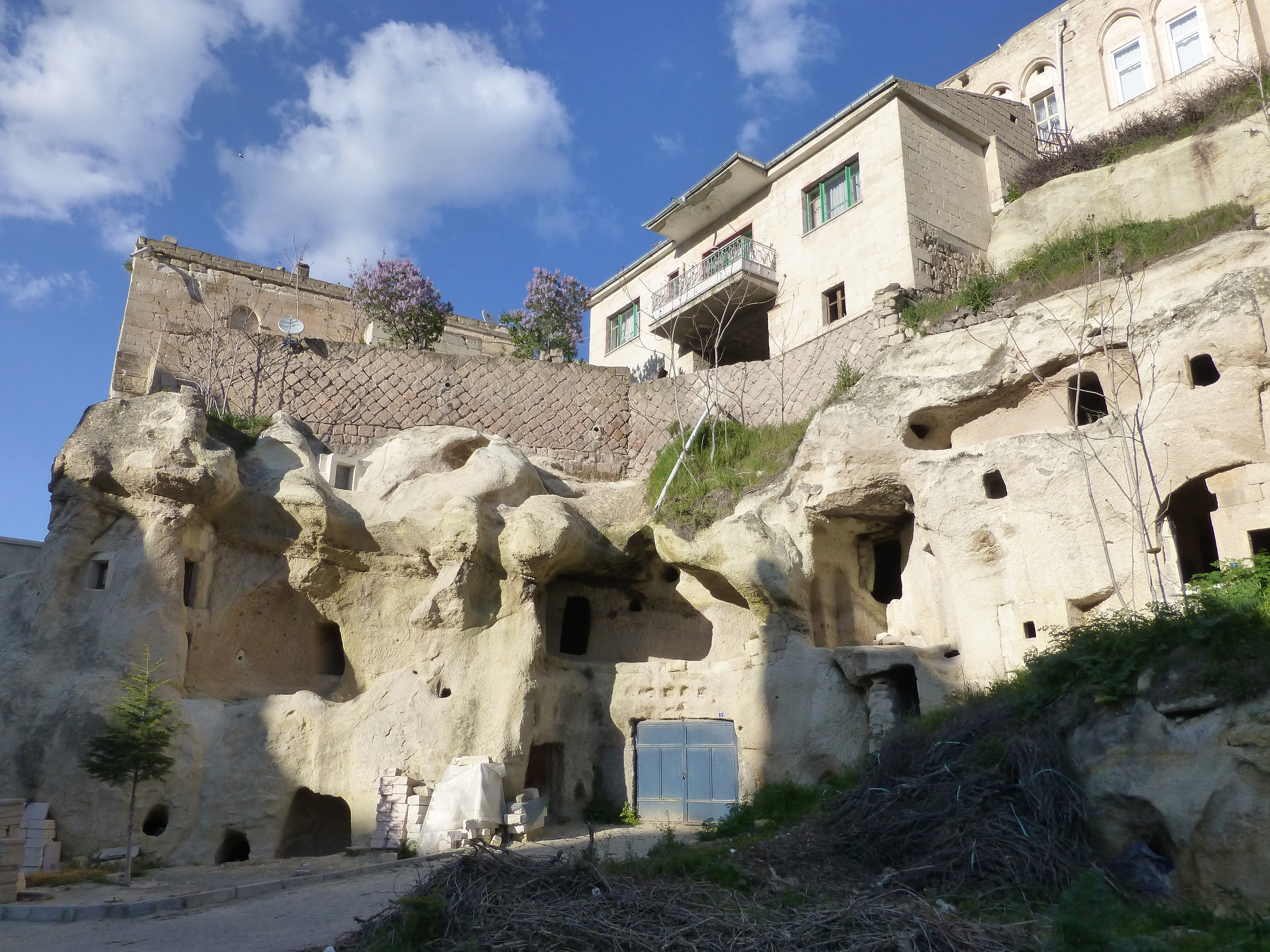
Maisons troglodytes
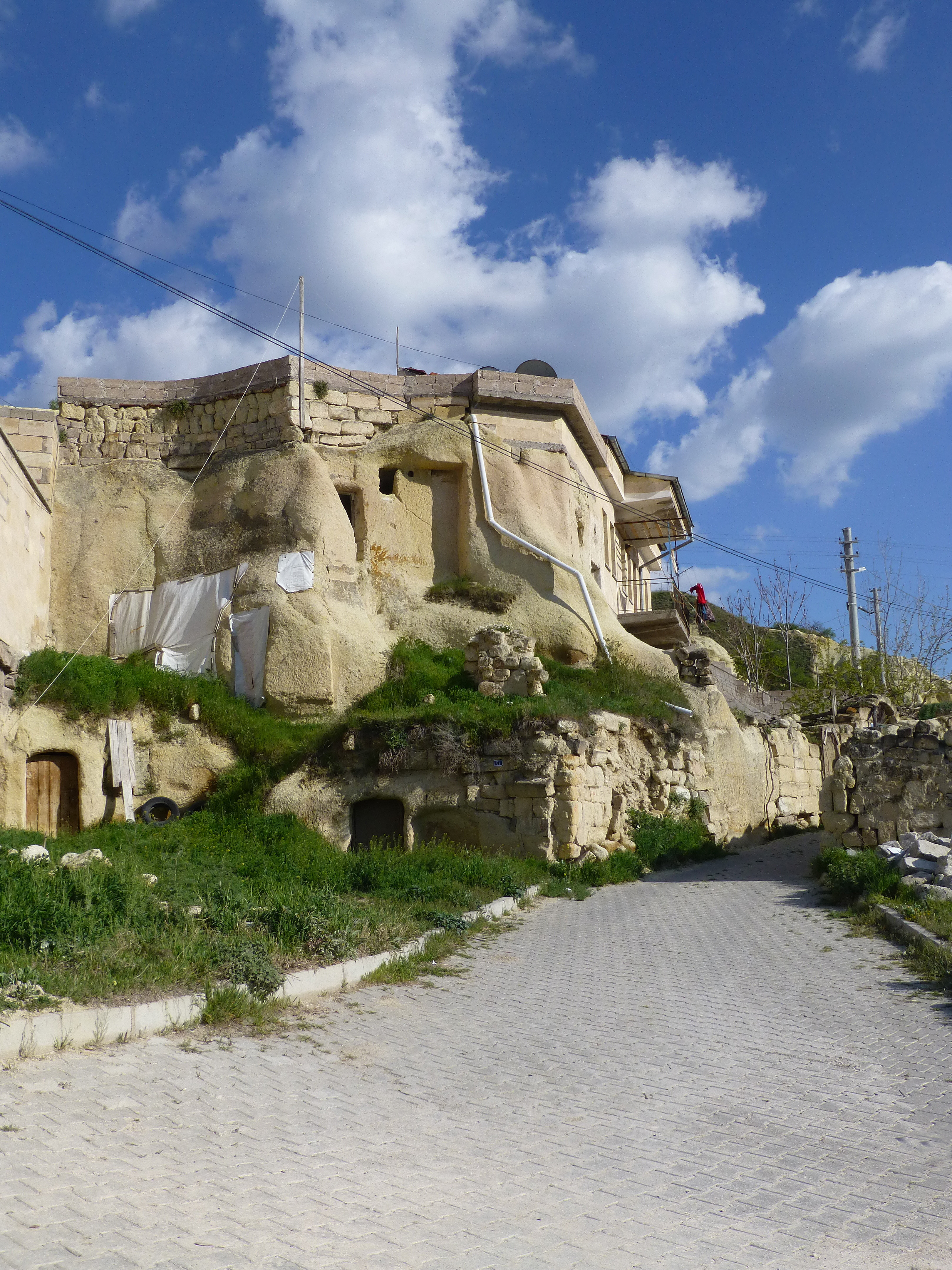
Maisons troglodytes
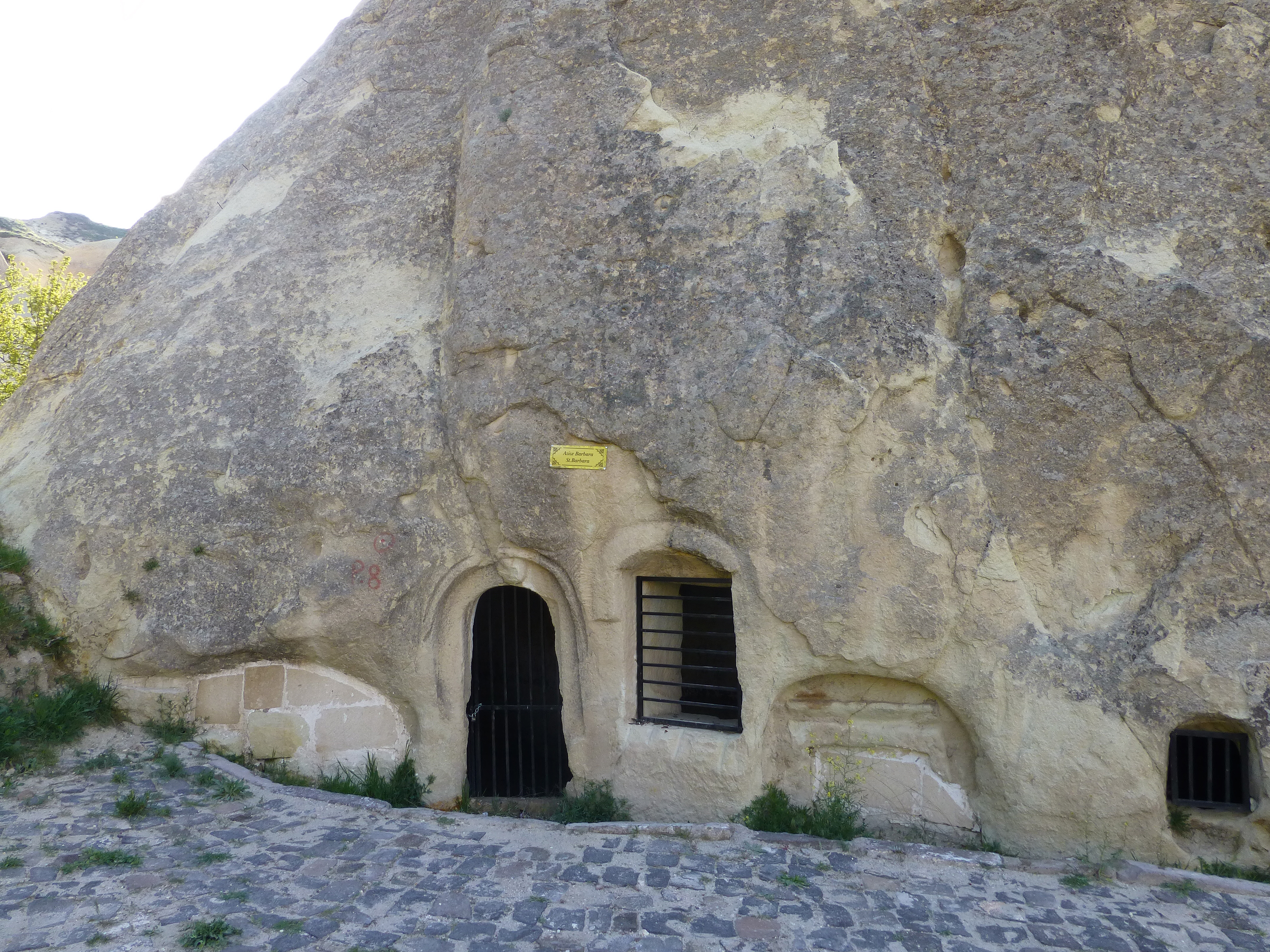
Église Sainte-Barbe
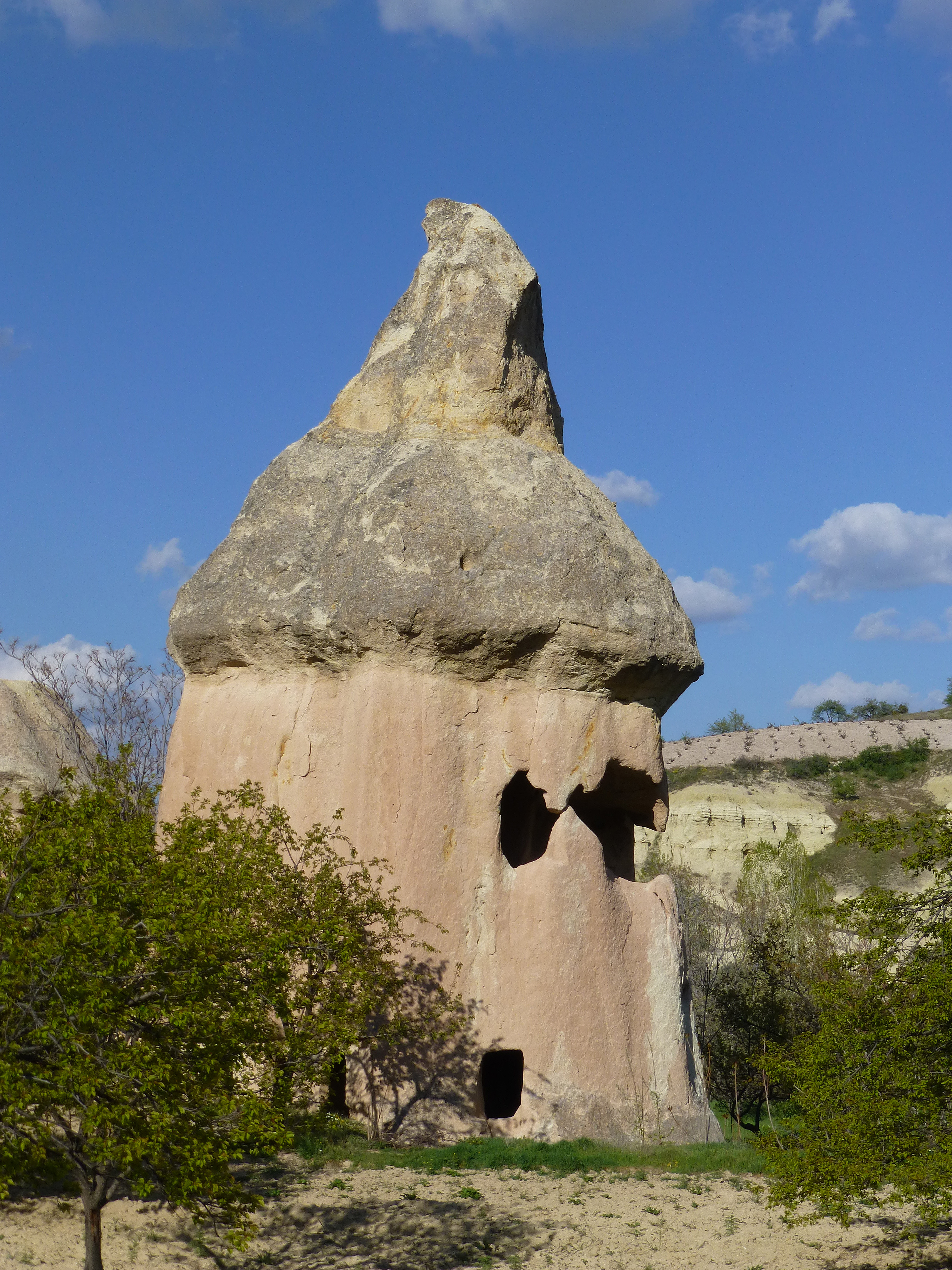
Église Saint-Nicolas
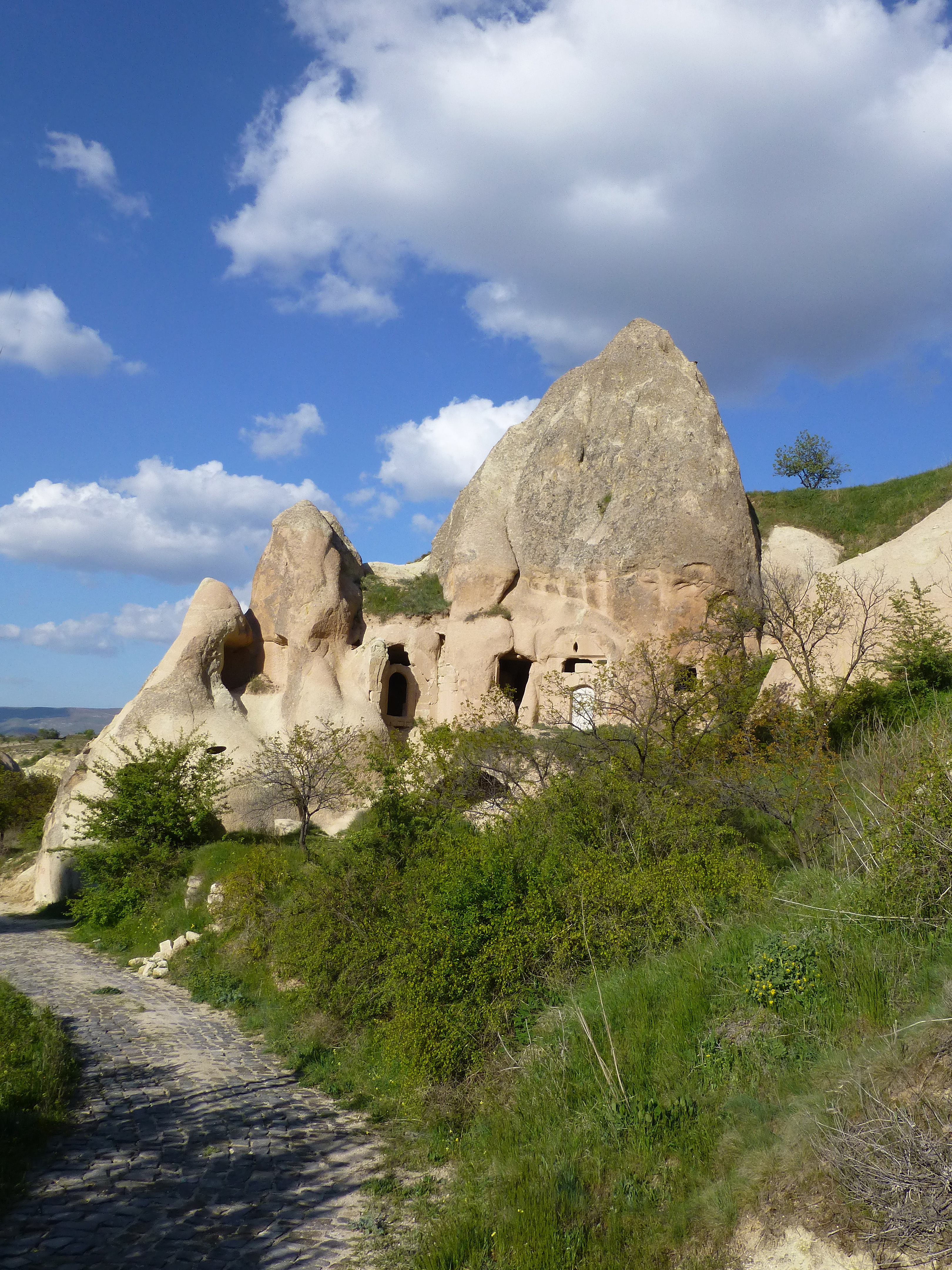
Église Sinasos

### Architecture grecque

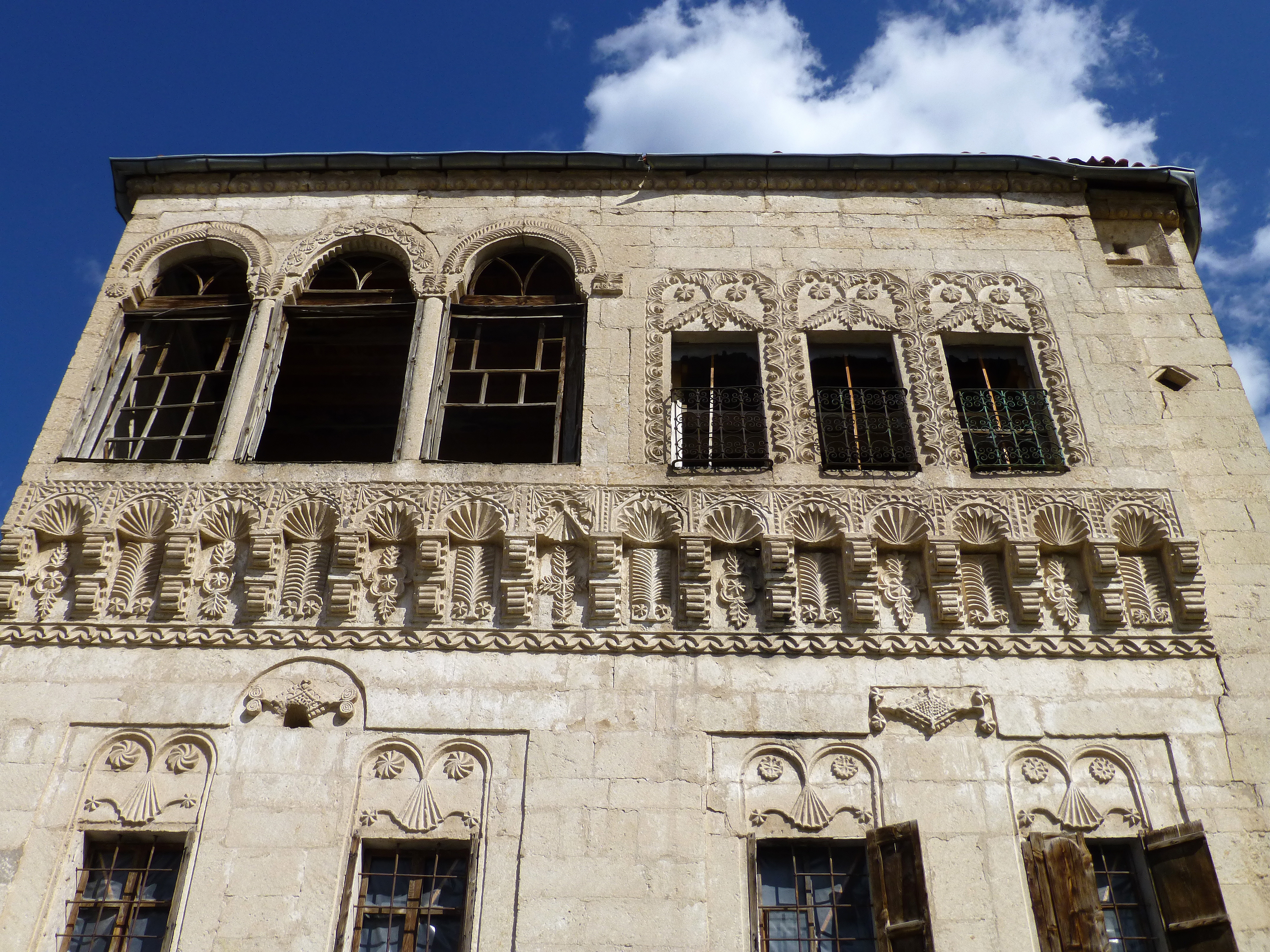
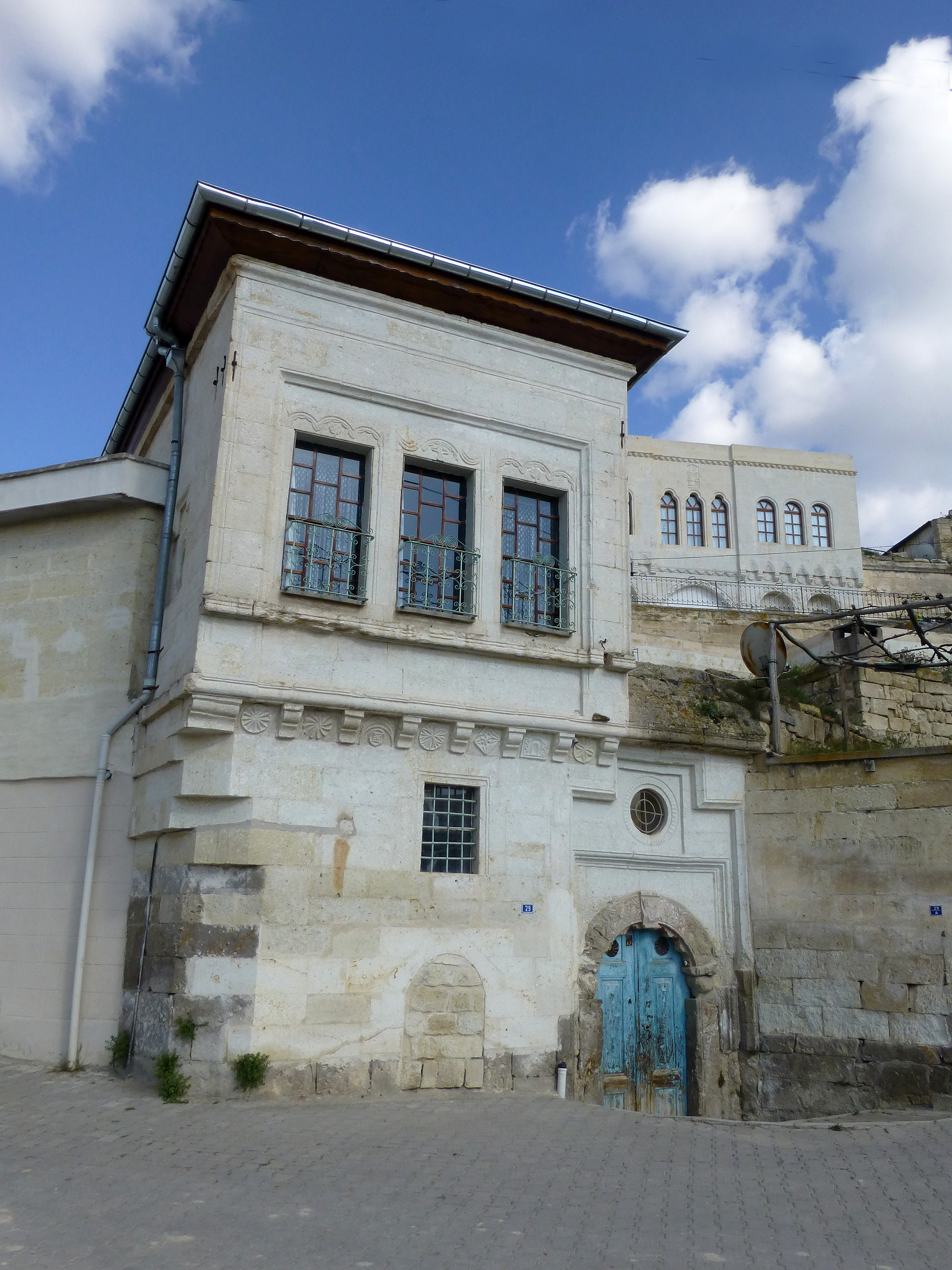
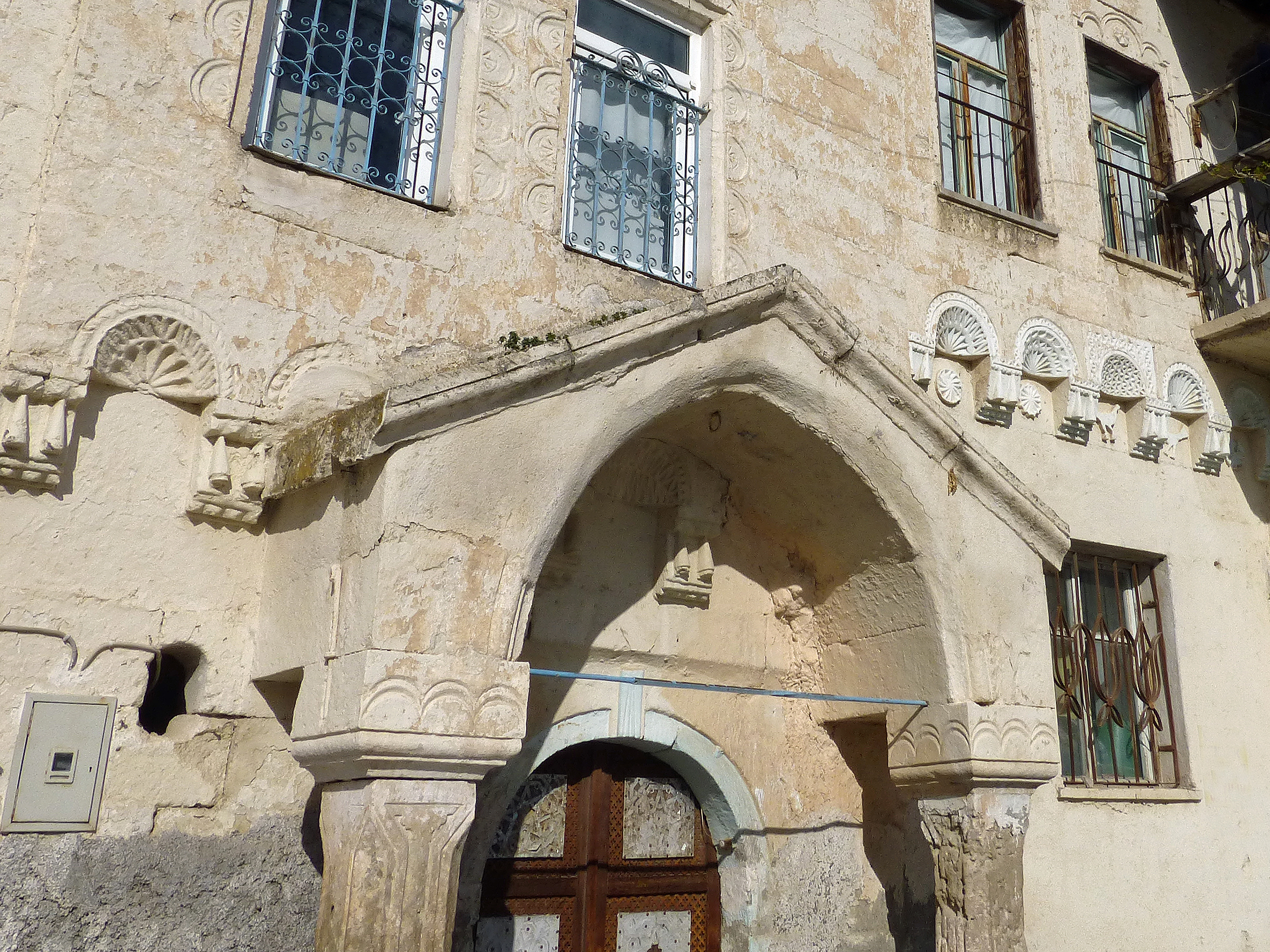
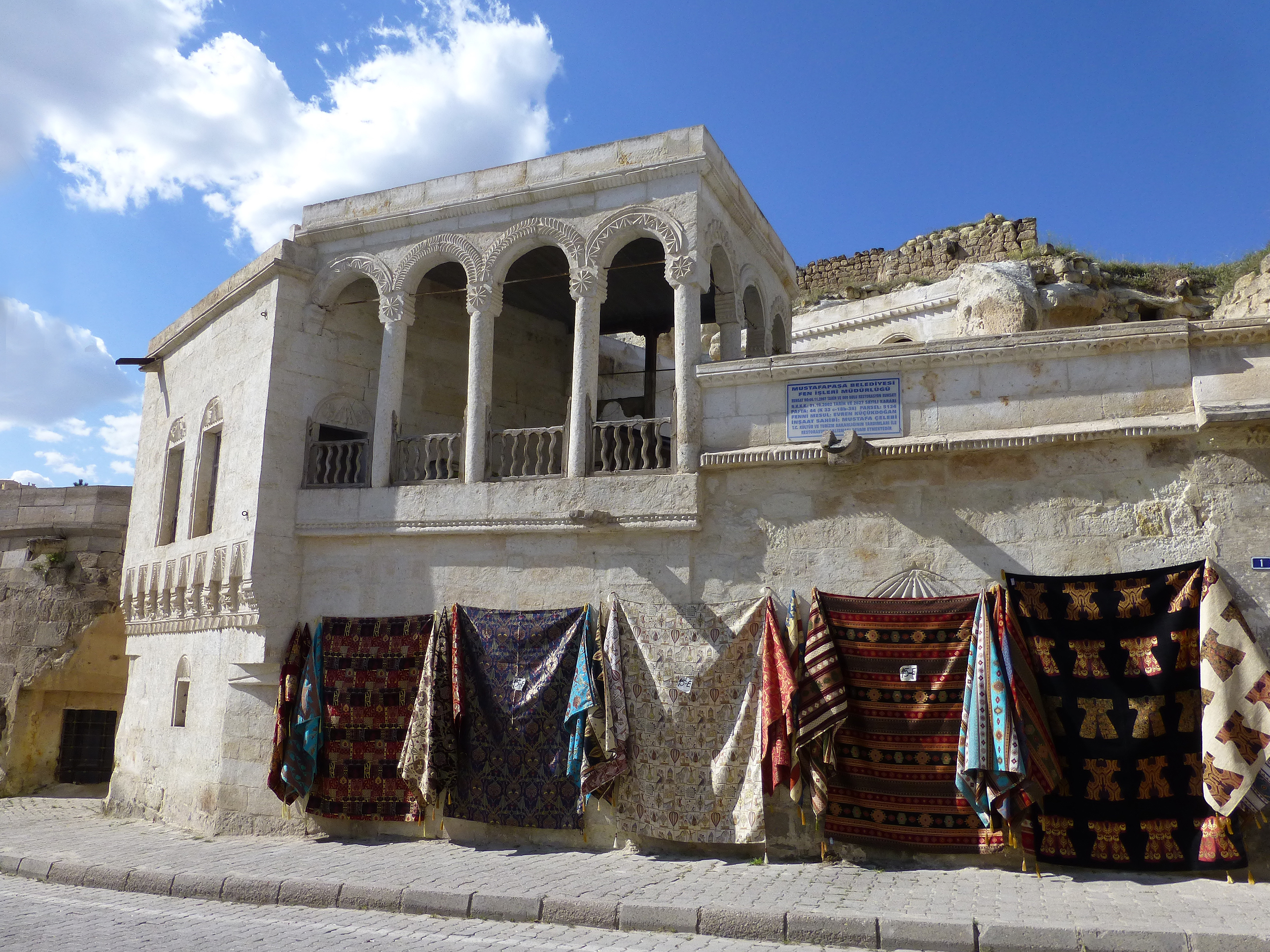
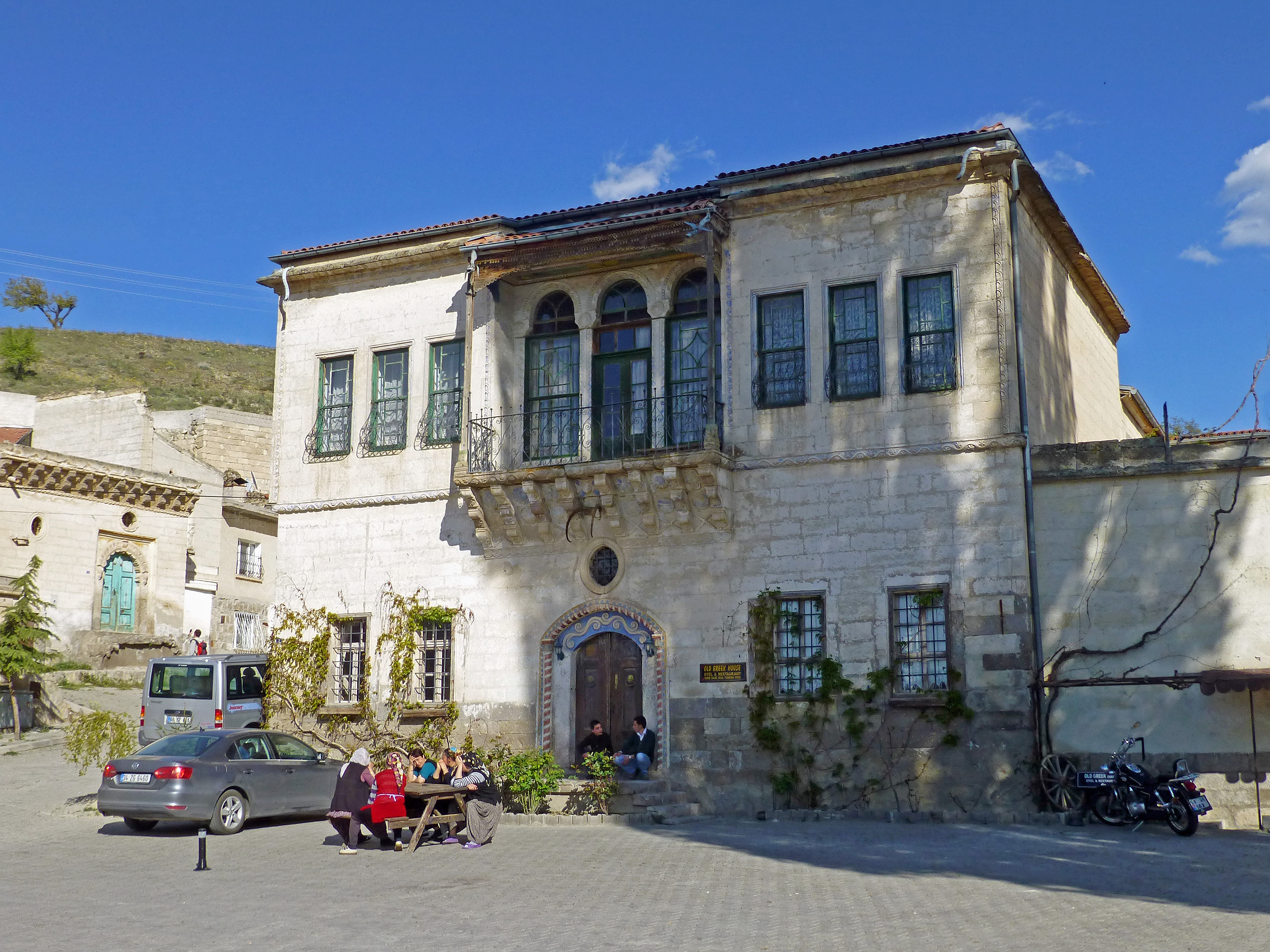
Old Greek House

### Filmographie
- (fr) Sinasos – Histoires d'un village déplacé, film documentaire de Timon Koulmasis, 1997, 58 min  (DVD, 2010)